# Памятный знак петергофскому десанту (Кронштадт)
Памятный знак петергофскому десанту в Кронштадте посвящён петергофскому десанту, высадившемуся 5 октября 1941 года в Петергофе около Нижнего парка.
Знак расположен на Ленинградской (Летней) пристани Кронштадта, откуда уходили корабли и катера, на которых десант направлялся в Петергоф.
Памятник был открыт в 2010 году.
Над проектом мемориального комплекса, в который входит памятный знак, работали архитектор Анатолий Чернов и скульптор Герман Дараган, чья работа была использована при составлении композиции мемориала. Скульптура Дарагана, позднее вошедшая в памятный комплекс, ранее находилась на территории учебного отряда учебного центра Краснознамённого Балтийского флота, где стояла с 1975 года.
В дни памятных и траурных дат около памятника проводятся торжественные мероприятия. Кроме того, ежегодно в день отправки десанта у памятника проводится торжественно-траурный митинг с возложением цветов к мемориалу. Также в рамках мероприятия принято спускать траурные венки на воду, в соответствии с морской традицией.
В 2020-м году к празднованию юбилея победы в Великой Отечественной войне была благоустроена прилегающая к памятнику территория, отреставрирована скульптура и дополнена мемориальная композиция.

## Описание памятника
Памятник представляет собой мемориальную композицию, в которую входит красная гранитная плита, на которой выбит текст, скульптурная стела с бюстом моряка, выполненным из серого гранита, а также расположенная позади памятника стена, на которой символически изображён огонь и помещены мемориальные доски.
На расположенной перед скульптурой моряка плите находится следующий текст:
«Памятный знак сооружён в честь Петергофского десанта 1941 г.»
На стеле, ниже бюста, выбит текст:
«Вечная память морякам-десантникам»
На стене позади памятника над мемориальными досками находится надпись:
«Живые пойте о нас».
На самих мемориальных досках размещена короткая историческая справка о Петергофском десанте, а также перечислены имена всех 513-ти участников этого десанта.

## О формировании Петергофского десанта
Кронштадт стал местом, где формировался десант, которому была поставлена боевая задача прорвать линию фронта противника и соединиться с другими подразделениями Красной Армии. Десант был сформирован исключительно из числа добровольцев. Они были набраны из состава экипажей таких кораблей, как крейсер «Аврора», линкор «Марат», линкор «Октябрьская революция» и крейсер «Петропавловск». Также в десант вошли желающие из состава гарнизона фортов и курсанты кронштадтских военных училищ.